# Cuenca del río Camarones
La cuenca del río Camarones es el espacio natural comprendido por la cuenca hidrográfica del río Camarones. Este espacio coincide con el espacio administrativo homónimo definido en el inventario de cuencas de Chile con el número 015 que se extiende desde las laderas occidentales de la cordillera de los Andes hasta su desembocadura en el océano Pacífico. Se subdivide en 3 subcuencas y 5 subsubcuencas con un total de 4680 km².

Cuenca hidrográfica del río Camarones.

## Límites y relieve

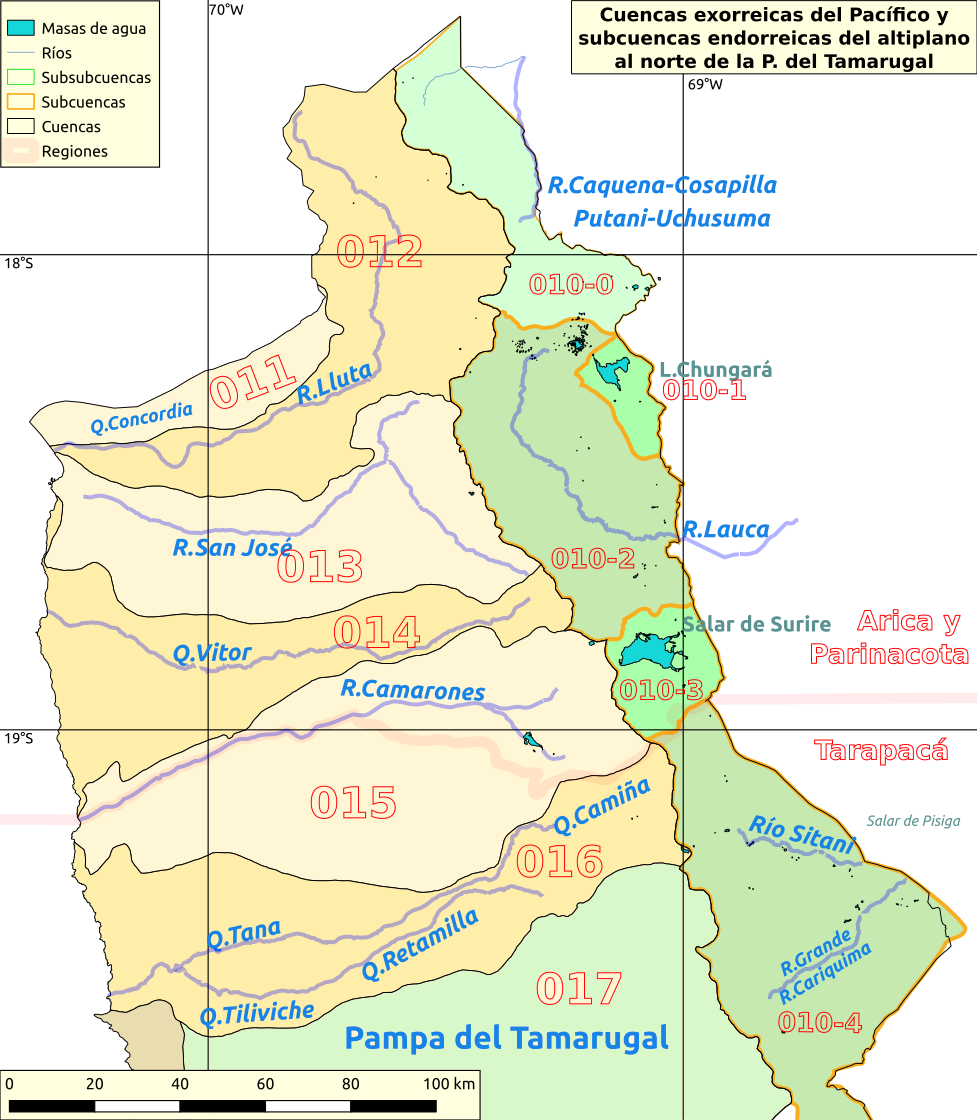
Mapa con las cuencas andinas exorreicas más septentrionales de Chile en tonos amarillos. En tonos verdes, las cuencas endorreicas.

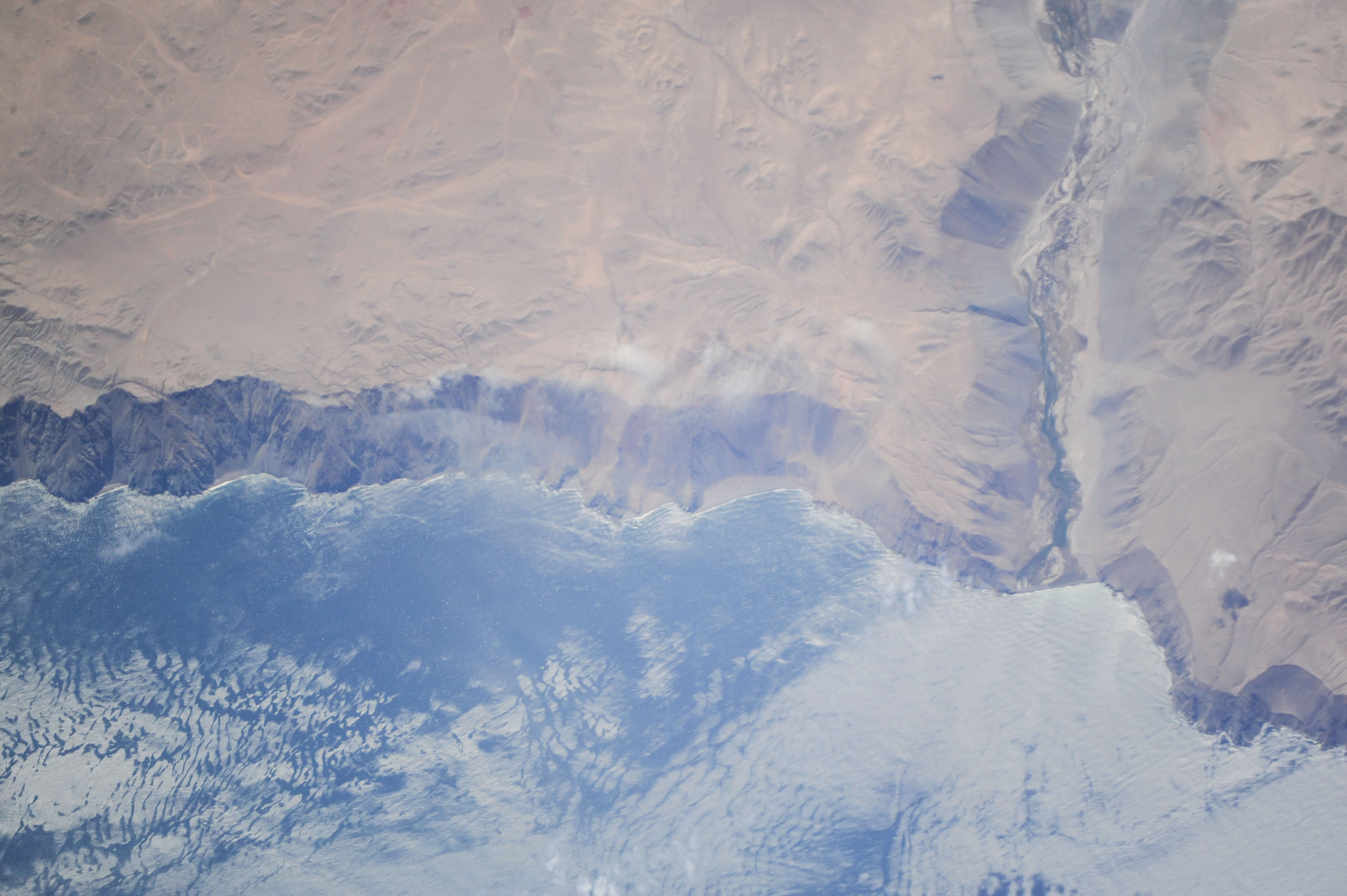
Foto satelital hecha por la Expedición 39 de la desembocadura del río Camarones. Se aprecian los farellones costeros, las terrazas cultivadas en el lecho del cauce y la profunda incisión realizada por la erosión en la cordillera de la Costa para llevar las aguas al océano Pacífico. (La dirección norte es hacia la izquierda).

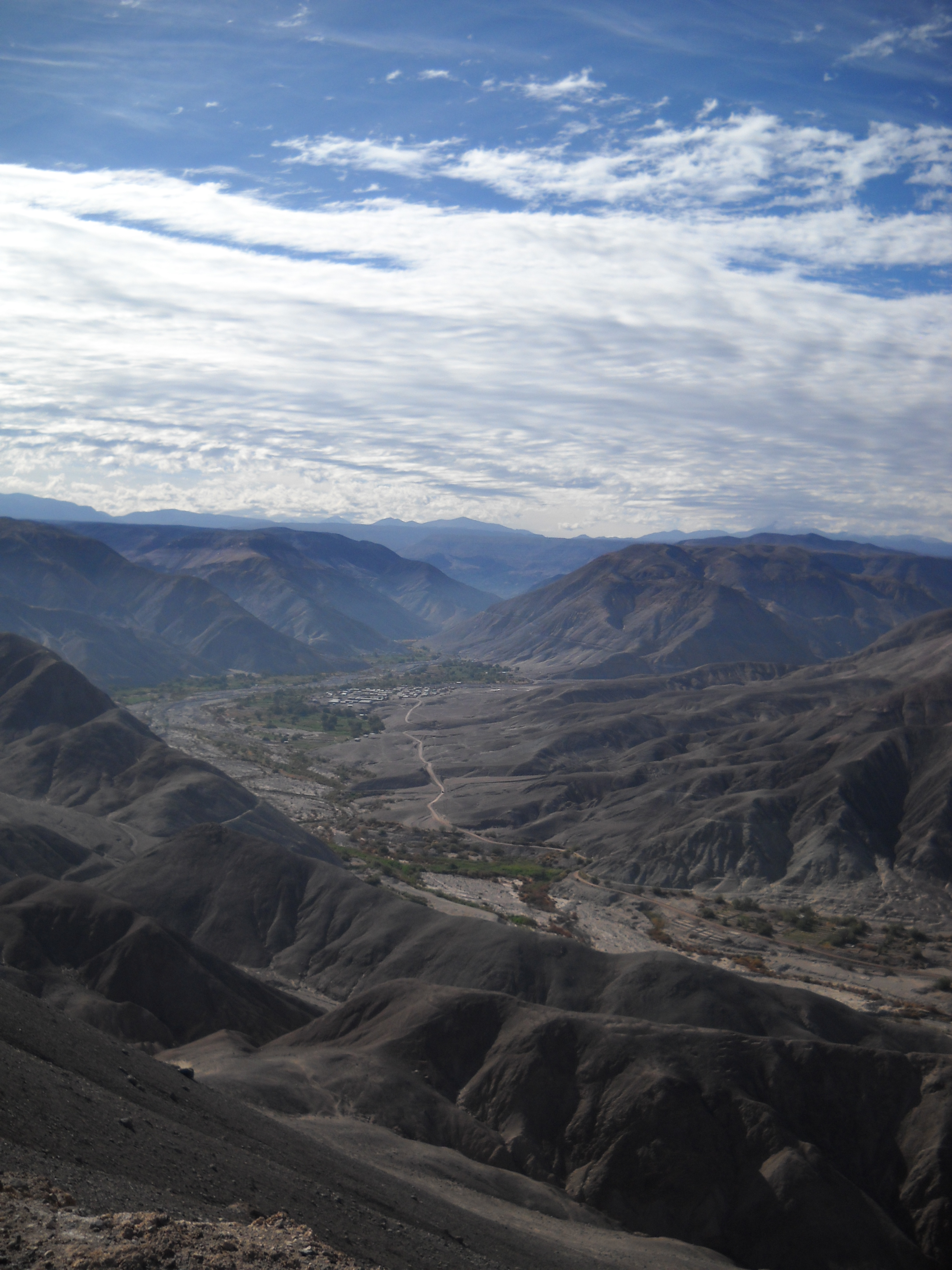
La localidad de Pachica en la quebrada de Sagura.

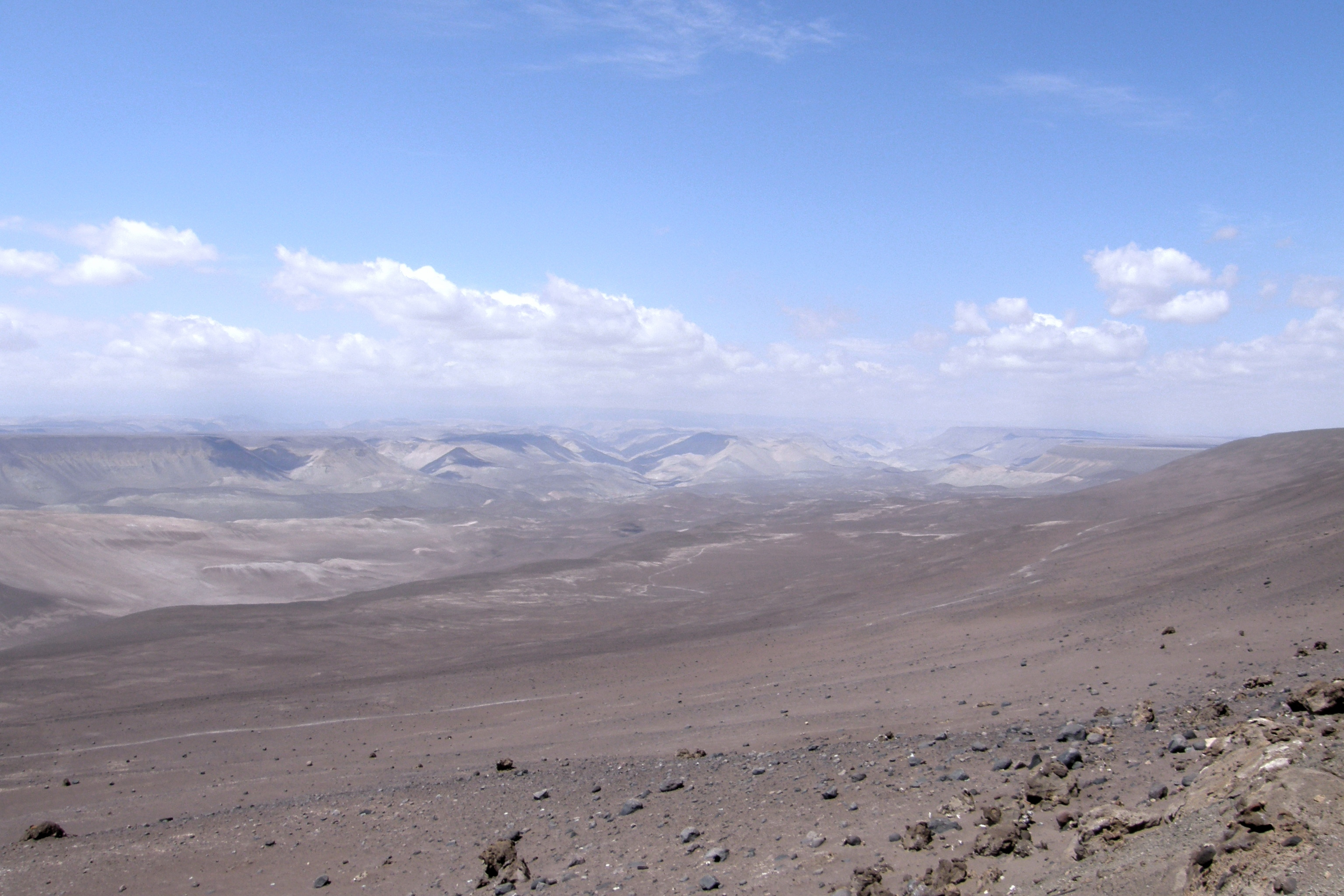
Quebrada de Miñimiñi.

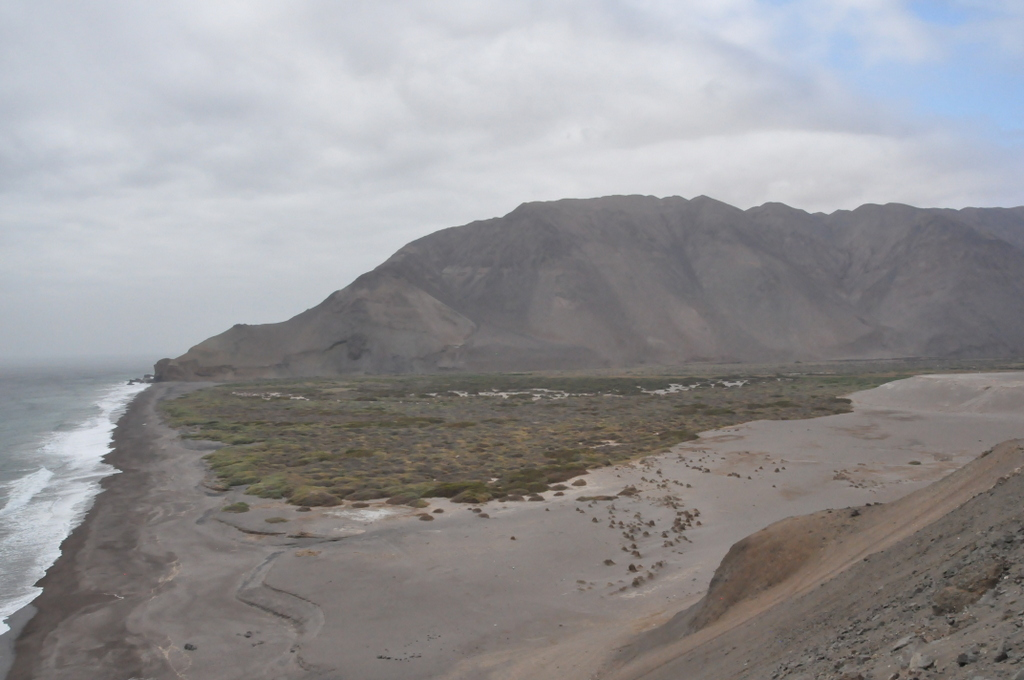
Caleta de Camarones.

La cuenca limita al norte con la cuenca de la quebrada de Vítor y al sur con la cuenca de la quebrada de Camiña, también llamada quebrada de Tana. Hacia el este limita por el norte con la cuenca del río Lauca, en particular con la de su afluente, el río Paquisa. Más al sur limita con la cuenca endorreica del salar de Surire. En el extremo sur de su parte este, la cuenca de camarones limita con la cuenca del río Todos Santos, en particular con la del arroyo Sencata.
Sus extremos alcanzan las coordenadas geográficas 18°46'S, 19°18′S, 69°07′W y 70°16'W.: 40 
Las cuencas Escritos, Concordia, Lluta, Azapa, Vítor, Camarones y Camiña son las 7 cuencas más septentrionales de Chile, todas ellas adyacentes, exorreicas y de carácter andino (reciben aguas de la cordillera de Los Andes) y llevan su caudal hasta el océano Pacífico, aunque algunas no siempre llegan cargadas al mar. Las dos primeras cuencas, Escritos y Concordia, limitan al este con los cabezales de la cuenca del río Lluta y el Lluta a su vez limita al oriente con la gran cuenca del Sistema endorreico Titicaca-Desaguadero-Poopó-Salar de Coipasa que habita el centro de América del Sur.
Al sur de estas siete cuencas chilenas continúa sobre la depresión intermedia la Pampa del Tamarugal que es una cuenca endorreica y sobre las planicies litorales solo hay cuencas costeras arreicas o con algunas aguadas. El límite oriental de estas cuencas es la cordillera occidental de Los Andes, con excepción del río Lluta que nace en el centro de la cordillera.
El río Camarones es, en su parte media e inferior, el límite entre las Regiones de Arica y Parinacota y la de Tarapacá.

## Población y regiones
La parte norte de cuenca está ubicada dentro de los límites político-administrativos de la Región de Arica y Parinacota y la parte sur (cuenca de la quebrada de Chiza y algo más al norte) de la Región de Tarapacá.
El sistema de información y monitoreo de biodiversidad del Ministerio del Medio Ambiente de Chile señala la siguiente distribución de la superficie de la cuenca entre las comunas (el porcentaje es de la cuenca):
| Región             | Provincia  | Comuna    | Hectáreas   | Porcentaje |
| ------------------ | ---------- | --------- | ----------- | ---------- |
| Tarapacá           |            |           | 248.074,243 | 52,988%    |
|                    | Tamarugal  |           | 248.074,243 | 52,988%    |
|                    |            | Camiña    | 59.758,92   | 12,764%    |
|                    |            | Colchane  | 3.063,225   | 0,654%     |
|                    |            | Huara     | 185.252,098 | 39,569%    |
| Arica y Parinacota |            |           | 220.040,25  | 47%        |
|                    | Parinacota |           | 1.759,481   | 0,376%     |
|                    |            | Putre     | 1.759,481   | 0,376%     |
|                    | Arica      |           | 218.280,769 | 46,624%    |
|                    |            | Camarones | 218.280,769 | 46,624%    |

La comuna de Camarones tiene una población, según datos del Instituto Nacional de Estadística del año 2002, de 1.220 habitantes, correspondiente a un 100% de población rural, en la que se distinguen los siguientes poblados:: 5 
| Nombre               | Número de habitantes(censo 2002) |
| -------------------- | -------------------------------- |
| Cuya                 | 64                               |
| Esquiña              | 51                               |
| Palca (Camarones)    |                                  |
| Camarones (Chile)    | 46                               |
| Conanoxa             |                                  |
| Chupisilca           |                                  |
| Portocarrero (Chile) |                                  |
| Catinjagua           |                                  |
| Huancarane           |                                  |
| Pama Nuna            |                                  |
| Caruta               |                                  |
| Iquilta              |                                  |
| Isise                |                                  |

## Subdivisiones
La Dirección General de Aguas subdivide o reúne las cuencas de Chile acorde a las necesidades de estudio y gestión. Existen dos inventarios que han logrado ser aceptados como principales, el inventario de cuencas del Banco Nacional de Aguas (BNA) de 1978, de mayor uso, y el inventario de cuencas del Departamento de Administración de Recursos Hídricos (DARH) de 2014 de mejor cartografía que ha obligado a redefinir algunos límites, a veces con cambios mayores, pero también por algunas redefiniciones del concepto de subcuenca.
Bajo el BNA el código del ítem es 015 y con el DARH es 1507.
La subdivisión del BNA es como sigue:
| 015 Quebrada Río Camarones (mapa) |       |                                                                          |      |
| 0150                              | 01500 | Estero Veco                                                              | 441  |
| 0150                              | 01501 | Río Caritaya                                                             | 466  |
| 0150                              | 01502 | Río Camarones entre E. Veco, R. Caritaya y Q. de Chiza                   | 1412 |
| 0151                              | 01510 | Quebrada de Chiza                                                        | 2204 |
| 0152                              | 01520 | Río Camarones Entre Quebrada de Chiza y Desembocadura                    | 157  |
| Totales:                          |       |                                                                          |      |
| 3                                 | 5     | Región: XV - I ((42 - 58)%) / Tipo: Exorreica / Desemb.: Océano Pacífico | 4680 |

La disposición de cuencas en el inventario DARH es la siguiente:
| Código      | Nombre                      | Código en mapa | Tipología de cuenca | Vertiente de cuenca | Origen de cuenca | Temperatura media anual (C°) | Temperatura máxima (C°) | Temperatura mínima (C°) | Precipitación anual (mm) | Número de estaciones fluviométricas | Número de estaciones pluviométricas | Área (km²)    |
| ----------- | --------------------------- | -------------- | ------------------- | ------------------- | ---------------- | ---------------------------- | ----------------------- | ----------------------- | ------------------------ | ----------------------------------- | ----------------------------------- | ------------- |
| 1507        | Río Camarones               | Río Camarones  | Río Camarones       | Río Camarones       | Río Camarones    | Río Camarones                | Río Camarones           | Río Camarones           | Río Camarones            | Río Camarones                       | Río Camarones                       | Río Camarones |
| 150700      | Río Camarones               | 0              | Exorreica           | Pacífico            | Pluvial          | 13.8                         | 23.6                    | 3.6                     | 39.8                     | 3                                   | 3                                   | 1168.8        |
| 150701      | Quebrada Umayani            | 0              | Exorreica           | Pacífico            | Pluvial          | 10.8                         | 21.4                    | -1.2                    | 87.9                     | 0                                   | 0                                   | 417.8         |
| 150702      | Río Ajatama                 | 0              | Exorreica           | Pacífico            | Pluvial          | 4.6                          | 15.9                    | -9.2                    | 214.4                    | 0                                   | 0                                   | 440.7         |
| 150703      | Río Caritaya                | 0              | Exorreica           | Pacífico            | Pluvial          | 5.1                          | 16.3                    | -8.7                    | 189.0                    | 0                                   | 1                                   | 432.3         |
| 15070400    | Pampa de Chiza              | 11             | Exorreica           | Pacífico            | Pluvial          | 16.3                         | 25.3                    | 8.0                     | 0.7                      | 0                                   | 0                                   | 308.0         |
| 1507040000  | Quebrada de Minimini        | 12             | Exorreica           | Pacífico            | Pluvial          | 15.7                         | 25.3                    | 6.4                     | 5.0                      | 0                                   | 0                                   | 311.3         |
| 15070400000 | Quebrada de Humallani       | 13             | Exorreica           | Pacífico            | Pluvial          | 13.6                         | 23.7                    | 2.8                     | 28.0                     | 0                                   | 0                                   | 200.7         |
| 15070400001 | Quebrada Citijmalla         | 14             | Exorreica           | Pacífico            | Pluvial          | 11.9                         | 22.2                    | 0.4                     | 57.3                     | 0                                   | 0                                   | 222.0         |
| 15070400002 | Quebrada de Minimini inicio | 15             | Exorreica           | Pacífico            | Pluvial          | 12.1                         | 22.5                    | 0.6                     | 49.7                     | 0                                   | 0                                   | 279.2         |
| 1507040001  | Quebrada de Suca            | 16             | Exorreica           | Pacífico            | Pluvial          | 11.7                         | 22.1                    | 0.3                     | 60.3                     | 0                                   | 0                                   | 977.8         |

## Hidrología

### Red hidrográfica

Diagrama unifilar de la cuenca del río Camarones.

Los cuerpos de agua considerados aquí son:

### Glaciares
El inventario público de glaciares de Chile 2022 consigna para la cuenca un total de 26 glaciares, todos ellos sin nombre, con un área total de 4,98 km² y estima un volumen total de agua almacenada de 0,055 km³ (55 millones de m³).

### Humedales
El Sistema de información y monitoreo de biodiversidad del Ministerio del Medio Ambiente de Chile no registra humedales en la cuenca.

## Obras hidráulicas
- Embalse Caritaya

## Clima

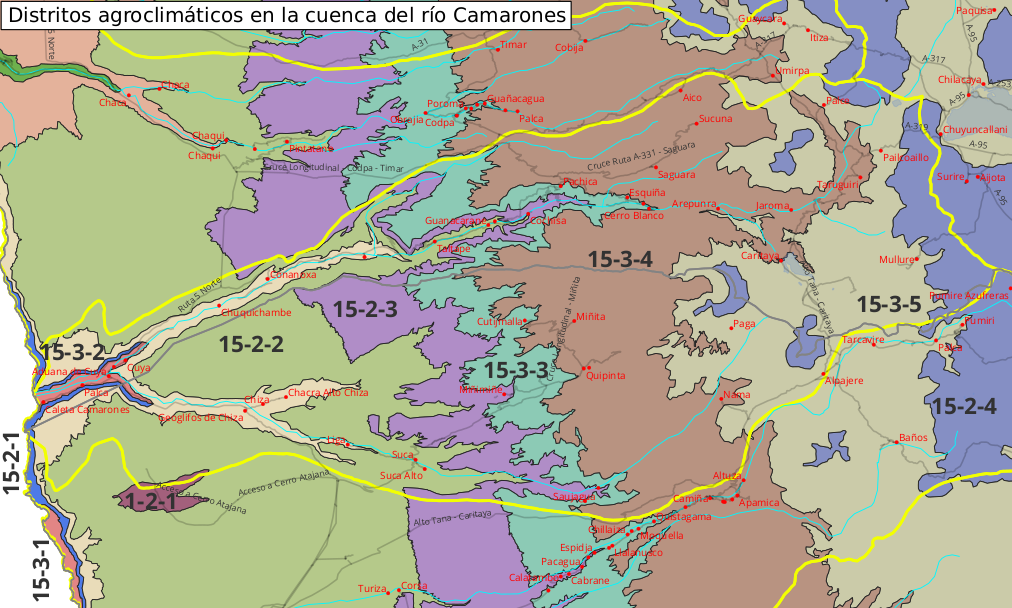
Distritos agroclimáticos en la cuenca. En rojo los poblados, en amarillo los límites de las hoyas, en gris los límites regionales.

El Atlas agroclimático de Chile distingue 10 distritos agroclimáticos en la cuenca:
- 15-2-1  Desierto con influencia marina y régimen de humedad xérico (BWnXe). La temperatura oscila entre un máximo de enero de 26,8 °C y un mínimo de julio de 12,9 °C. En todo el año no tiene heladas. El período de temperaturas favorables a la actividad vegetativa dura 12 meses. Registra anualmente 2.840 días grado y 0 horas de frío acumuladas hasta el 31 de Julio. La precipitación media anual es de 0 mm y un período seco de 12 meses, con un déficit hídrico de 1.753 mm/año. El período húmedo dura 0 meses durante los cuales se produce un excedente hídrico de 0 mm.
- 15-3-1  Desierto con influencia marina y régimen de humedad xérico (BWnXe). La temperatura oscila entre un máximo de enero de 24,8 °C y un mínimo de julio de 10,4 °C. En todo el año no tiene heladas. El periodo de temperaturas favorables a la actividad vegetativa dura 12 meses. Registra anualmente 2.487 días grado y 1 hora de frío acumulada hasta el 31 de Julio. La precipitación media anual es de 10 mm y un periodo seco de 12 meses, con un déficit hídrico de 1.629 mm/año. El período húmedo dura 0 meses durante los cuales se produce un excedente hídrico de 0 mm.
- 15-3-2  Desierto con influencia marina y régimen de humedad xérico (BWnXe). La temperatura oscila entre un máximo de enero de 27,7 °C y un mínimo de julio de 9,1 °C. En todo el año no tiene heladas. El periodo de temperaturas favorables a la actividad vegetativa dura 12 meses. Registra anualmente 2.788 días grado y 12 horas de frío acumuladas hasta el 31 de Julio. La precipitación media anual es de 2 mm y un periodo seco de 12 meses, con un déficit hídrico de 1.828 mm/año. El período húmedo dura 0 meses durante los cuales se produce un excedente hídrico de 0 mm.
- 1-2-1  Desierto con influencia marina y régimen de humedad xérico(BWnXe). La temperatura oscila entre un máximo de enero de 28 °C y un mínimo de julio de 7,2 °C. Tiene un promedio de 345 días consecutivos libres de heladas. En el año se registra un promedio de 0 heladas. El período de temperaturas favorables a la actividad vegetativa dura 12 meses. Registra anualmente 2.589 días grado y 71 horas de frío acumuladas hasta el 31 de Julio. La precipitación media anual es de 0 mm y un período seco de 12 meses, con un déficit hídrico de 1.954 mm/año. El período húmedo dura 0 meses durante los cuales se produce un excedente hídrico de 0 mm.
- 15-2-2  Desierto con influencia marina y régimen de humedad xérico (BWnXe). La temperatura oscila entre un máximo de enero de 29,7 °C y un mínimo de julio de 6,8 °C. Tiene un promedio de 345 días consecutivos libres de heladas. En el año se registra un promedio de 1 helada. El período de temperaturas favorables a la actividad vegetativa dura 12 meses. Registra anualmente 2.875 días grado y 81 horas de frío acumuladas hasta el 31 de Julio. La precipitación media anual es de 0 mm y un período seco de 12 meses, con un déficit hídrico de 2.065 mm/año. El período húmedo dura 0 meses durante los cuales se produce un excedente hídrico de 0 mm.
- 15-2-3 Desierto con influencia marina y régimen de humedad xérico (BWnXe). La temperatura oscila entre un máximo de enero de 27,7 °C y un mínimo de julio de 6,4 °C. Tiene un promedio de 339 días consecutivos libres de heladas. En el año se registra un promedio de 2 heladas. El período de temperaturas favorables a la actividad vegetativa dura 12 meses. Registra anualmente 2.372 días grado y 125 horas de frío acumuladas hasta el 31 de Julio. La precipitación media anual es de 0 mm y un período seco de 12 meses, con un déficit hídrico de 1.945 mm/año. El período húmedo dura 0 meses durante los cuales se produce un excedente hídrico de 0 mm.
- 15-3-3  Desierto interior y régimen de humedad xérico (BWXe). La temperatura oscila entre un máximo de enero de 26,5 °C y un mínimo de julio de 3,4 °C. Tiene un promedio de 186 días consecutivos libres de heladas. En el año se registra un promedio de 25 heladas. El periodo de temperaturas favorables a la actividad vegetativa dura 12 meses. Registra anualmente 1.769 días grado y 588 horas de frío acumuladas hasta el 31 de Julio. La precipitación media anual es de 4 mm y un periodo seco de 12 meses, con un déficit hídrico de 2.155 mm/año. El período húmedo dura 0 meses durante los cuales se produce un excedente hídrico de 0 mm.
- 15-3-4  Desierto de altura y régimen de humedad xérico (BWHXe). La temperatura oscila entre un máximo de enero de 20 °C y un mínimo de julio de -0,1 °C. Tiene un promedio de 0 días consecutivos libres de heladas. En el año se registra un promedio de 157 heladas. El periodo de temperaturas favorables a la actividad vegetativa dura 5 meses. Registra anualmente 700 días grado y 1.311 horas de frío acumuladas hasta el 31 de Julio. La precipitación media anual es de 38 mm y un periodo seco de 12 meses, con un déficit hídrico de 2.058 mm/año. El período húmedo dura 0 meses durante los cuales se produce un excedente hídrico de 0 mm.
- 15-3-5  Estepa de altura fría con régimen de humedad xérico (BSkXe). La temperatura oscila entre un máximo de enero de 11,4 °C y un mínimo de julio de -7 °C. Tiene un promedio de 0 días consecutivos libres de heladas. En el año se registra un promedio de 360 heladas. El periodo de temperaturas favorables a la actividad vegetativa dura 0 meses. Registra anualmente 81 días grado y 1.889 horas de frío acumuladas hasta el 31 de Julio. La precipitación media anual es de 108 mm y un periodo seco de 12 meses, con un déficit hídrico de 1.559 mm/año. El período húmedo dura 0 meses durante los cuales se produce un excedente hídrico de 0 mm.
- 15-2-4  Estepa de altura fría con régimen de humedad árido (BSkAr). La temperatura oscila entre un máximo de enero de 7,7 °C y un mínimo de julio de -11,1 °C. Tiene un promedio de 0 días consecutivos libres de heladas. En el año se registra un promedio de 365 heladas. El período de temperaturas favorables a la actividad vegetativa dura 0 meses. Registra anualmente 14 días grado y 1.800 horas de frío acumuladas hasta el 31 de Julio. La precipitación media anual es de 211 mm y un período seco de 10 meses, con un déficit hídrico de 1.189 mm/año. El período húmedo dura 0 meses durante los cuales se produce un excedente hídrico de 0 mm.

|  |  |

Los diagramas Walter Lieth muestran con un área azul los periodos en que las precipitaciones sobrepasan la cantidad de agua que el calor del sol evapora en el mismo lapso de tiempo, (un promedio de 10 °C mensuales evaporan 20 mm de agua caída) dejando un clima húmedo. Por el contrario, las zonas amarillas indican que durante ese tiempo el agua caída puede ser evaporada por el calor del sol. El área gris señala meses muy húmedos.
Los diagramas permiten observar claramente el aumento de las precipitaciones durante el invierno altiplánico que en Arepunta sobrepasa la evaporación natural permitiendo un clima húmedo durante los meses de lluvias.

## Actividades económicas
La cuenca de Camarones sirve a la actividad agrícola y su capacidad es en parte regulada a través del embalse Caritaya, situado sobre el río homónimo en la cuenca alta de la cuenca.: 5 
Un informe de la Comisión Nacional de Riego del año 2003 que analizó las perspectivas de desarrollo de la zona norte del país sostiene que la cuenca del río Camarones tiene una ubicación distante de los dos centros comerciales de la región (Arica e Iquique), dispone de poca agua y no apta para cualquier cultivo, no ha adaptado sus épocas de cosecha para abastecer el mercado de la capital (Santiago) en las épocas en que se obtienen los mejores precios. Estas insuficiencias y otras provocan una migración hacia las ciudades.: I.61 

## Áreas bajo protección oficial y conservación de la biodiversidad
El Sistema de información y monitoreo de biodiversidad del Ministerio del Medio Ambiente de Chile registra la reserva nacional Las Vicuñas ocupando parcialmente el extremo nororiente de la cuenca.
En la cuenca están ubicados dos sitios prioritarios (Estrategia Regional de Biodiversidad):
- la Desembocadura del río Camarones, que es descrito por el MMA como un valle que se extiende desde el océano Pacífico hasta la cordillera de los Andes. Su principal curso de agua es el río Camarones, que nace de la confluencia de los ríos Ajatama y Caritaya. Se caracteriza por la presencia de vegetación propia del Matorral ripario de las quebradas y oasis. Posee un sistema de quebradas pronunciadas, lo que propicia la presencia se Falconiformes, zorros y quiques. Éstos últimos, posee una población muy pequeña en la región.
- Quebrada Camarones que es descrito por el MMA como: se caracteriza por tener una playa de arena fina y blanca, rodeada de acantilados y formaciones rocosas y constituye el único ambiente estuarino de la región, con elementos de desierto interior y costa.

## Sitios culturales
- Iglesia de Saguara
- Geoglifos de Chiza
- Iglesia de Mulluri

La desembocadura del río Camarones es uno de los sitios considerados dentro del Patrimonio de la Humanidad de la Unesco por haber sido asentamiento de la cultura chinchorro, cultura de cazadores-recolectores marinos que residieron en la costa norte del desierto de Atacama desde aproximadamente 5450 a. C. hasta 890 a. C.
En la cuenca se han encontrado los restos de varios asentamientos incaicos, el Tambo Taruguire, el asentamiento de Saguara, los poblados de Sabaipugro y Quiguatama, ambos en los aledaños del actual pueblo de Esquiña. También a esta categoría, aunque bastante más tardío, pertenecería el poblado de Guancarane.: 116 
Los incas no tuvieron gran interés en el valle de Camarones, pero apreciaron algunas ventajas económicas que poseía la cuenca: el control sobre la ganadería en los bofedales del salar de Surire (hidrológicamente vecino a la cuenca de Camarones) y la escasa agricultura de la cuenca. Los incas impulsaron la industria textil y seguramente, aunque no comprobado, la explotación minera enla zona de Esquiña. La zona costera ofrecía moluscos y pescado seco, además de guano que podían utilizar en el valle y en la sierra.: 138 